# Selma Huxley
Pour les articles homonymes, voir Huxley.
Selma Huxley, également connue sous le nom de Selma Barkham, née le 8 mars 1927 à Londres et morte le 3 mai 2020 à Chichester, est une historienne et géographe canadienne célèbre pour ses contributions à l'histoire maritime du Canada et du Pays basque.
En 1972, elle s'installe au Pays basque en tant que chercheuse indépendante pour entreprendre des recherches sur un aspect méconnu de l'histoire canadienne et basque : la pêche basque dans l'ancienne Terra Nova, aujourd'hui à environ 2 000 kilomètres de la côte atlantique du Canada, aux XVIe et XVIIe siècles.
Les recherches qu'elle réalise au cours des années suivantes, principalement dans les archives basques, espagnoles et portugaises, lui permettent de réaliser d'importantes découvertes historiques et archéologiques. Elle trouve des milliers de documents permettant de reconstituer un chapitre en grande partie inconnu de l'histoire du Canada et du Pays basque. Elle découvre l'existence d'une industrie basque de la baleine au XVIe siècle dans le sud du Labrador et le Québec proche, ses ports baleiniers, les vestiges archéologiques de ces bases, ainsi que la présence de galions basques coulés dans ces ports, dont le San Juan (1565).
En 1981, elle reçoit l'Ordre du Canada pour son travail pionnier et pour avoir réalisé « l'une des contributions les plus importantes, ces dernières années, à l'histoire de cette nation ». L'un des ports baleiniers qu'elle a retrouvé, l'actuel Red Bay au Labrador, est classé site historique national du Canada en 1979 et site du patrimoine mondial de l'UNESCO en juin 2013.

## Famille et jeunesse
Selma Huxley naît en Angleterre au milieu d'une famille d'intellectuels et de scientifiques. Son père, Michael Huxley, est diplomate et directeur du The Geographical Magazine. Parmi ses cousins figurent l'écrivain Aldous Huxley et son frère le biologiste Sir Julian Huxley, premier directeur général de l'UNESCO. Elle est également l'arrière petite-fille du scientifique anglais Thomas Henry Huxley connu comme le « Bouledogue de Darwin ». Sa mère, Ottilie de Lotbinière Mills, est une petite-fille du politicien canadien Sir Henri-Gustave Joly de Lotbinière, ministre du gouvernement du Canada et Premier ministre de la province de Québec.
Elle passe ses années d'adolescence pendant la Seconde Guerre mondiale en Angleterre et aux États-Unis. Quand la guerre prend fin, elle étudie dans les universités de Paris et de Londres.

## De l'Angleterre au Canada et au Pays basque
En 1950, elle décide de rendre visite à sa famille au Canada et s'installe à Montréal. Elle travaille pour les Pages jaunes, comme professeure et enfin comme bibliothécaire de l'Institut arctique d'Amérique du Nord à l'Université McGill.
En 1953, elle rencontre son futur époux, un jeune architecte anglais, Brian Barkham, qui est profondément attaché au Pays basque où il a fait sa thèse. 
En 1954, le couple nouvellement marié déménage à Ottawa. Deux ans plus tard, ils visitent le Pays basque où un ami, le prêtre Don Pio de Montoya, leur parle de l'ancienne présence basque au Canada.
En 1964, à 37 ans, Selma Barkham se retrouve veuve avec quatre enfants de moins de dix ans (Thomas, Oriana, Michael et Serena) et doit trouver un moyen de gagner sa vie. Elle travaille principalement comme historienne pour plusieurs projets des sites historiques nationaux. Il s'agit notamment de la restauration de Louisbourg, la forteresse française du XVIIIe siècle et du port de pêche commercial de l'île de Cap Breton sur la côte atlantique du Canada.
Elle s'intéresse aux voyages de pêche européens dans cette région au cours des siècles précédents, en particulier ceux venant du Pays basque avec lequel elle a des liens personnels. Elle apprend également l'espagnol, puisqu'elle parle déjà l'anglais et le français.
À la fin des années 60, si l'on sait qu'il y a eu de la pêche à la morue et des expéditions baleinières basque à Terra Nova aux XVIe et XVIIe siècles, il existe très peu d'informations sur elles.

## Mexique et retour au Pays basque
En 1969, elle déménage au Mexique avec ses enfants pour apprendre l'espagnol. Elle travaille alors comme professeure d'anglais. Trois ans plus tard, en 1972, elle demande une subvention au Conseil du Canada pour démarrer ses recherches. Elle embarque ensuite sa famille et ses biens à bord d'un cargo en direction du port basque de Bilbao.
Peu après son arrivée à Bilbao, elle apprend que sa demande de subvention est rejetée : on pensait que ce travail avait déjà été réalisé. Huxley se retrouve sans travail et presque sans argent.
Au cours de la première année, elle enseigne l'anglais et étudie en soirée la paléographie espagnole à l'Université de Deusto. Elle reçoit mille dollars d'un donateur anonyme canadien, ce qui lui permet de payer son loyer, et elle commence à faire ses premières découvertes importantes dans les archives.
Sur la base de celles-ci, en 1973, elle réussit à négocier un contrat avec les Archives Publiques du Canada pour localiser en Espagne des documents d'intérêt pour le Canada. C'est un contrat renouvelable à temps partiel, sans budget pour un téléphone ni pour une voiture. Le reste du temps, elle poursuit ses propres recherches. Cette année-là, elle s'installe à l'intérieur de la ville basque d'Oñati, réalisant la richesse inutilisée des Archivo Histórico de Protocolos de Gipuzkoa. Elle va y vivre pendant vingt ans.

## Archives et reconstruction historique
Au fil des ans, elle enquête sur environ 40 archives - paroissiale, municipale, notariale, judiciaire, etc. - dans des endroits comme Tolosa, Bilbao, Burgos, Valladolid, Madrid, Séville et Lisbonne. Peu à peu elle découvre des milliers de manuscrits des XVIe et XVIIe siècles, principalement en espagnol ancien, liés à la pêche basque à Terra Nova, y compris des polices d'assurance, demandes, volontés, charter-parties, accords d'équipage et listes de provisions et d'équipements. En outre, elle trouve peu à peu des milliers de manuscrits liés aux autres secteurs de l'économie maritime basque comme la construction navale, le commerce et la pêche en Europe.
Cette documentation détaillée lui permet de prouver que les Basques ont réalisé, dans les années 1500 et dans différentes zones du Canada Atlantique, une pêche à la morue prospère, ainsi qu'une pêche à la baleine d'échelle industrielle. Elle parvient à reconstituer la plupart des aspects des pêcheries basques du XVIe siècle : leur échelle et évolution, l'organisation et le financement des expéditions, les types de bateaux utilisés, la composition des équipages, les routes et destinations, les saisons de pêche, les naufrages, la vie, le travail et la mort des marins, leur alimentation et vêtements, leurs contacts avec les Amérindiens, les marchés, etc.
Elle étudie également d'autres sources écrites telles que des adresses de navigation, des cartes et des graphiques d'époque trouvés dans les bibliothèques nationales d'Angleterre et de France.

## Destinations basques au Canada
Huxley parvient à démontrer que, contrairement aux bateaux de pêche à la morue, les baleiniers sont allés à une douzaine de ports d'une zone de Terra Nova que les Basques ont appelé la « Grande Baie ».  
Ainsi, les pêcheurs utilisaient principalement les ports de ce qui est maintenant le sud-est de l'île de Terre Neuve (en anglais : Newfoundland). En ce qui concerne l'activité baleinière, elle conclut que la « Grande Baie » correspond à l'actuel détroit de Belle Isle, qui sépare Terre-Neuve de Labrador, et que les anciens ports baleiniers, mentionnés dans les documents d'archives, sont situés le long de la côte nord du détroit de Belle Isle, ou sur la côte sud du Labrador et une petite section de la côte du Québec.
Elle parvient à identifier l'emplacement de la plupart des ports baleiniers et leurs noms modernes. De cette façon, par exemple, Gradun est devenu l'actuelle baie Media, Port Breton est devenu Carrol Cove, et Buttes, le port le plus important, est devenu Red Bay. Par conséquent, elle ne fait pas seulement connaître l'existence d'une industrie baleinière basque du XVIe siècle au Labrador et au Québec adjacent, mais aussi ses ports baleiniers.
Les archives révèlent trois manuscrits uniques écrits sur cette même côte : une vente de chaloupes baleinières (1572) et deux volontés (1577 et 1584). Ce sont les documents civils originaux les plus anciens écrits au Canada.

## Découvertes archéologiques au Labrador et au Québec
À l'été 1977, Huxley organise une expédition d'études archéologiques au sud du Labrador, grâce à une bourse de la Société géographique royale du Canada. Elle explore plusieurs ports de la côte et découvre des vestiges archéologiques de bases de baleiniers basques, y compris à Red Bay, confirmant ainsi ses recherches en Europe.  
En 1978, une équipe d'archéologues sous-marins de Parcs Canada dirigée par Robert Grenier, s'appuyant sur les découvertes de Huxley et sur les informations détaillées qu'elle leur a fourni, réalise des enquêtes à Red Bay et à la  Baie des Châteaux. L'équipe localise des épaves dans les deux ports. Ces dernières s’avèrent être des bateaux baleiniers du XVIe siècle. Parmi eux, le « San Juan », construit au XVIe siècle dans un chantier de Pasaia, à côté de San Sébastian (Espagne). Victime de la tempête, le bateau a vraisemblablement coulé à l’automne 1564. La conférence de presse annonçant ces conclusions a eu lieu aux Archives publiques du Canada,.
Par la suite, Huxley continue son travail historico-géographique parallèlement aux fouilles terrestres et sous-marines. Red Bay est déclaré site historique national du Canada en 1979.
En 1982, elle organise une nouvelle expédition, cette fois en naviguant en bateau depuis l'île de Cap Breton jusqu'au sud du Labrador et la côte nord du Québec. Elle identifie les lieux de pêche de la morue basque du XVIIe siècle sur la côte ouest de Terre-Neuve tandis qu'à Middle Bay et Five Leguas Harbour sur la côte du Québec, elle découvre des vestiges archéologiques supplémentaires, témoins de la présence de baleiniers basques du XVIe siècle.

## Reconnaissances
Selma Huxley a présenté les résultats de ses recherches dans de nombreuses conférences et a largement publié dans les médias, magazines, livres et documentaires. En juillet 1985, elle fait, avec l'archéologue de Red Bay, la couverture du magazine National Geographic.  
Elle a reçu de nombreux prix et honneurs nationaux et internationaux. Le communiqué de presse annonçant sa nomination à l'Ordre du Canada (1981) fait référence au fait que, en plus de ses découvertes au Labrador, elle « découvrit une période (1540-1600) dans l'histoire canadienne sur laquelle on ne savait presque rien ». En 1993, l'Université Memorial de Terre-Neuve lui décerne un doctorat honorifique pour avoir « provoqué une révision colossale de l'histoire canadienne du XVIe siècle ».  
En 2008, une cérémonie en l'honneur de Selma Huxley a lieu à Red Bay, à l'occasion du 30e anniversaire (1977-2007) de la découverte par Huxley du site des baleiniers basques du XVIe siècle. 
En juin 2013, le lieu historique national de Red Bay est classé au patrimoine mondial de l'UNESCO. Cette déclaration reflète l'importance de la contribution de Huxley à l'histoire du Pays basque et du Canada.
La Ville de Saint-Jean de Terre-Neuve nomme une des rues de la ville Barkham Street en son honneur en 1999. 
L'office du tourisme d'Oñati est décoré d'une fresque de Selma Huxley, réalisée par Jabier Erostarbe. 
En 2000, la ville de Red Bay au Labrador, donne le nom de Selma Barkham à son centre-ville.

## Prix et honneurs
- 1980 : Médaille d'or de la Société géographique royale du Canada[1]. L’éditorial du magazine de cette société qui annonce le prix affirme : « Alors que son travail continue encore [...] elle a déjà fait beaucoup pour combler un grand fossé dans notre histoire depuis l’époque de Cartier et Roberval [...] jusqu’à l’arrivée de Champlain au début des années 1600. [...] La Médaille d'Or est un prix occasionnel, non annuel, destiné à reconnaître un accomplissement particulier d'un ou plusieurs individus dans le domaine général de la géographie, également pour fournir une occasion de temps en temps de reconnaître un événement national ou international significatif. Dans le cas de Selma Barkham, la Société a estimé qu’elle méritait cette reconnaissance dans les deux cas »[18].
- 1981 : Membre de l'Ordre du Canada (conféré en avril 1982, décerné en décembre 1981). La citation fait référence à la « découverte d'une période (1540-1600) dans l’histoire canadienne sur laquelle on ne connaissait presque rien » et la « découverte de la présence d’établissements basques de 400 ans [et de galions coulés] au Labrador ».
- 1981 : Élue membre de la Real Sociedad Bascongada de Amigos del País.
- 1985 : Doctorat honorifique de l'Université de Windsor au Canada.
- 1992 : Consul honoraire de Bilbao par la Chambre de Commerce, d'Industrie et de Navigation de Bilbao. Elle est la seule femme à être nommée jusqu'à présent.
- 1993 : Doctorat honorifique de l'Université Memorial de Terre-Neuve au Canada. Le texte lu à cette occasion par l’orateur de l’université se réfère à la « redécouverte de l’élément basque [qui] a provoqué une révision monumentale de l’histoire canadienne du XVIe siècle »[19].
- 1998 : Prix de la Culture de la Fondation Sabino Arana[20].
- 2002 : Médaille du jubilé d'or d'Élisabeth II du Gouvernement du Canada, décernée aux « Canadiens qui ont apporté des contributions exceptionnelles et exemplaires à leurs communautés ou au Canada dans son ensemble ».
- 2009 : Élection comme Fellow de la Wings WorldQuest[21], une organisation internationale qui « reconnaît et soutient les femmes visionnaires qui font avancer la recherche scientifique et la conservation de l'environnement et partagent leurs connaissances avec le monde », en reconnaissance de sa découverte de milliers de manuscrits du XVIe siècle dans les archives espagnoles et basques, et de sites de baleiniers basques du XVIe siècle sur la côte sud du Labrador.
- 2010 : Hommage de l’Association d’Ikastolas de Bizkaia pour son travail « aidant et promouvant la langue et la culture basque ».
- 2012 : Élue membre correspondante de la Real Academia de Historia y Bellas Artes de Burgos en Espagne.
- 2012 : Médaille du jubilé de diamant d'Élisabeth II du gouvernement du Canada.
- 2013 : Médaille d’Or de la Société Océanographique de Gipuzkoa/Aquarium (Saint-Sébastien, Pays basque) « en reconnaissance de ses recherches et découvertes pionnières »[22].
- 2014 : Prix Lagun Onari du Gouvernement basque[23].
- 2015 : Ordre de Terre-Neuve-et-Labrador[24] .
- 2018 : Prix SGE de la Société géographique espagnole[25].

## Publications scientifiques
- (es) Selma Huxley, Michael M. Barkham, « Una nota acerca de cinco pecios vascos documentados del siglo XVI en puertos del sur de Labrador », Revista de Estudios Marítimos del País Vasc,‎ 2006, p. 771-776 (lire en ligne)
- (en) Selma Huxley Barkham, « The Mentality of the Men behind Sixteenth-Century Spanish Voyages to Terranova », Decentring the Renaissance,‎ 2001 (DOI https://doi.org/10.3138/9781442673762-009)
- (es) Selma Huxley, ed., Los vascos en el marco Atlántico Norte. Siglos XVI y XVII (Les Basques dans l'Atlantique Nord aux XVIe et XVIIe siècles), San Sebastián, Etor Editorial, 1987
- (en) Selma Huxley Barkham, « The Basque Whaling Establishments in Labrador 1536-1632 - A Summary », Artic,‎ 1er janvier 1984, p. 321–616 (lire en ligne)